# Boarmia subpennaria
Boarmia subpennaria là một loài bướm đêm trong họ Geometridae.